# Vilkija
Vilkija ( escoltar (?·pàg.)) és una ciutat de Lituània situada al comtat de Kaunas al costat nord del riu Neman, a uns 25 km al nord-est de la ciutat de Kaunas.

## Etimologia
El nom de Vilkija es va originar quan les persones que vivien en el costat oposat del riu Neman van escoltar les bandades de llops udolant als voltants del lloc on es troba la contemporànea Vilkija. A partir d'aleshores, aquesta terra s'anomena Vilkija i aquest nom pot haver derivat de les paraules vilkų gauja que significa una bandada de llops.

## Galeria
|  |  |